# Вратарь (фильм, 2000)
«Вратарь» (исп. El Portero) — испанский фильм-драма 2000 года.

## Сюжет
Известный испанский футбольный вратарь Рамиро Фортеса неожиданно бросает футбол и занимается интересным бизнесом — находит состоятельных людей и заключает пари, что отобьет у них пенальти. Все слишком запутывается, когда в жизни Рамиро появляется женщина… .

## В ролях
| Актёр            | Роль           |
| ---------------- | -------------- |
| Кармело Гомес    | Рамиро Фортеса |
| Марибель Верду   | Мануэла        |
| Антонио Ресинес  | Андраде        |
| Роберто Альварес | дон Константин |
| Эдуард Фернандес | Нандо          |